# Haddington, England
Haddington är en by i civil parish Aubourn with Haddington, i distriktet North Kesteven, i grevskapet Lincolnshire, i England. Byn är belägen 11 km från Lincoln. Haddington var en civil parish 1866–1931 när blev den en del av Aubourn, Haddington and South Hykeham. Civil parish hade 94 invånare år 1921. Byn nämndes i Domedagsboken (Domesday Book) år 1086, och kallades då Hadinctone/Hadinctune.